# Khakàssia
Khakàssia,  oficialment la República de Khakàssia,  és una república de Rússia situada al sud de Sibèria. Està situat entre el Krai de Krasnoiarsk al nord i la República de l'Altai al sud.
La capital de Khakàssia és Abakan, i la regió cobreix una àrea d'uns 61.900 kilòmetres quadrats. La població de Khakàssia és d'aproximadament 537.000 persones, i la majoria de la població viu en zones urbanes.
La regió és coneguda per la seva bellesa natural, amb nombrosos rius, llacs i muntanyes. La reserva natural de Khakasski es troba a la regió i acull una gran varietat de fauna, com ara ossos bruns, llops i sable. La regió també és coneguda per la seva artesania tradicional, com la fusteria i el brodat, i per les seves festes i celebracions tradicionals.

## Geografia
La república es troba a la part sud-oest de Sibèria oriental i limita amb el krai de Krasnoiarsk al nord i a l'est, la República de Tuvà al sud-est i al sud, la República de l'Altai al sud i al sud-oest i l'Òblast de Kemerovo a l'oest i al nord-oest. S'estén al llarg de 460 kilòmetres quadrats de nord a sud i 200 quilometres (120 mi) d'est a oest. Les muntanyes (vessants orientals de Kuznetsk Alatau i la serralada d'Abakan) cobreixen dos terços del territori de la república i serveixen com a límits naturals de la república. El punt més alt és el pic Kizlasov. La resta del territori és pla, sent la plana de Minusinsk la geografía més destacada. El Ienissei és el riu més gran de la república. Altres rius significatius inclouen l'Abakan, el Tom, el Beli Ius, el Black Ius i el Txulim (entre el Yenisei i les muntanyes orientals), amb tots excepte la part d'Abakan de la conca del riu Ob. Hi ha més de tres-cents llacs a la república, tant d'aigua salada com d'aigua dolça. El clima és continental, amb una temperatura mitjana anual de 0 °C (32 °F). Els recursos naturals són abundants i inclouen ferro, or, plata, carbó, petroli i gas natural. Els dipòsits de molibdè són els més grans de Rússia. Els boscos cobreixen el sud i l'oest de la república.

## Història

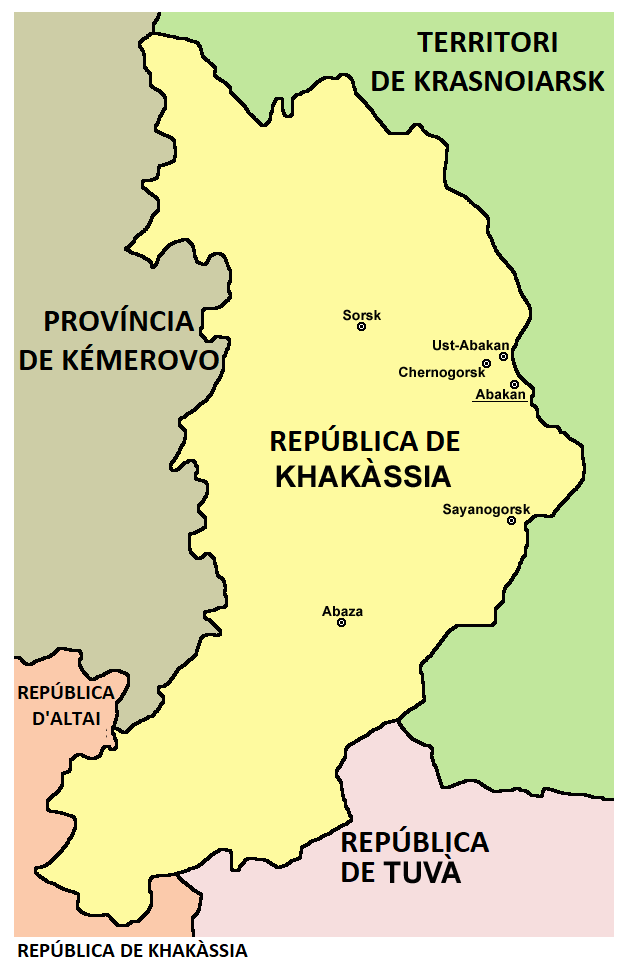
Mapa de Khakàssia

El territori ja fou habitat en l'època del Paleolític i el Neolític per tribus seminòmades que vivien de la cacera i de la pesca. Pels voltants del II mil·lenni aC s'hi va introduir l'agricultura. D'aquesta època procedeix la Cultura de Tagar, d'organització clànica tribal que desenvolupà una certa aristocràcia, iniciaren les manufactures i explotaren les primeres mines de ferro i or. En el segle II els huns dominaren el seu territori, i més tard els turcs blaus dominaren les estepes d'Abakan.
En el segle VI la influència de les tribus altaiques i uigurs (territori d'Orhun, independent fins al 840) va estretir els elements turcs, de la unió dels kirguisos de Kapgan Khan amb tribus del Ienissei. El 740 es va establir el kanat iugur després de vèncer els turcs a Otuken, però els kirguisos els venceren a İl İtmiş Kapan el 758, i el kan Alp Kutluk Bilge Kağan (779-789) es passà tot el regnat lluitant contra ells. El 840 s'imposaren els kirguisos, però el 920 foren destruïts pels kitan i karakhitai.
A començaments del segle xiii, els mongols de Genguis Kan (1207) arrasaren el territori i el fill de Gengiz, Coçi, dominà el Ienissei el 1217. A finals del segle xvii entre les tribus khakasses es formaren els principats d'Ezen, Tubin, Altyr i Altysan, sotmesos a creixents incursions tant dels kans mongols com dels prínceps de Jungària. En aquells anys contactaren amb els russos, que després de prendre Kazan el 1552 i Sibir el 1585 s'expandiren cap a l'Est i havien fundat establiments a Tomsk (1604), Meletsk (1621), Kansk (1629), Atchinsk (1641) i Krasnoiarsk (fundat per Andrey Dubenskiy el 1628, qui fou rebut pels beis Tatıy i Obıtay).
El 1642 els khakass destruïren el castell d'Açinskiy. Des dels ostrogi (assentaments fortificats), els russos dominaren el territori, els imposaren el iasak (tribut de sis pells per persona), els expropiaren les millors terres i els imposaren per força la religió ortodoxa, aprofitant el fet que no van saber fer un front de lluita unificat contra els russos, que venceren els arinis el 1608 i els sagais el 1620, de manera que el 1708 els incorporaren a l'imperi. Tanmateix, això serví per acabar amb les incursions dels nobles mongols i jungars.
Cap al 1707 els russos fundaren l'establiment d'Ust Abakanskoje/Agban-Piltîrî, que començà a créixer com a centre comercial local i s'inicià l'explotació minaire sota la influència russa. Aleshores se sedentaritzaren i el 1727 Pere el Gran incorporà Khongoray (terra nadiua khakass) al seu reialme. Les àrees nadiues foren dividides en comtats, cadascuna governada per un príncep local, que rebia ajut dels cosacs per a cobrar impostos i mantenir l'ordre. Els russos no intervenien obertament en els afers nadius, però el 1818 acabaren de fortificar els Saians i els separaren dels altres pobles turcs. Fins aleshores els consideraven part del poble tàtar (tadars) com altres pobles siberians, i es calcula que eren uns 40.000 individus.
Potser aleshores s'inicia l'etnogènesi del poble khakass, ja que els kacha i els kyzyl es desenvoluparen de manera diferent tant dels uigurs com dels ket; els beltir són molt relacionats amb els tuva, mentre que els sagai i koybal tenien un desenvolupament més complex. Llurs creences eren una barreja d'animisme i budisme amb petites influències cristianes.
Durant el segle xviii el control sobre els khakass es dividí entre els oficials de Krasnoiarsk i Kuznetsk. Amb la introducció de l'estatut de govern de Pobles Nadius del 1822 (estatut Speranskij), pensat per als indígenes nòmades i que establia divisions, taxes i tributs, formaren part de la Província Eniseisk (districtes d'Atxinsk i Minussinsk). El poder administratiu era exercit per les Dumes de les Estepes, com les de Kyzyl, Kachinsk i Sagai. Aquest autogovern era subordinat, però, a l'autoritat tsarista.
A començaments del segle xix, la província d'Eniseisk, que incloïa Khakàssia, servia d'àrea d'exili polític. Durant el segle s'inicià l'explotació de les mines de carbó de Txernogorsk, Izykh i Kaliagin. Amb la construcció del transsiberià vers el 1890, s'incrementà el comerç significativament, i molts russos començaren a establir-se al país.
El novembre del 1917 es va establir el poder soviètic al districte de Minussinsk, on hi vivien la majoria dels khakassos. El maig del 1918 els treballadors nadius formaren un congrés i ratificaren l'Estatut de les Estepes Soviètiques. Iniciada la guerra civil, el juny del 1918 els russos blancs ocuparen Minussinsk i dominaren tota Khakàssia. Pel setembre del 1919 s'alçaren contra ells els grups partisans d'A.D. Kravtxenko i P. E. Shchetinkin i els expulsaren, però encara s'hi mantingueren partides de bai (terratinents i col·laboradors dels russos blancs) fins al 1923.
El 1923 deixaren d'anomenar-se oficialment tàtars d'Abakan i es formà oficialment l'Okruj Nacional Khakàss dins el districte de Krasnoiarsk, que serà el nom que adoptaran oficialment, amb 61.000 kilòmetres quadrats i 108.000 habitants, dels quals el 74% eren khakassos, amb capital a Ust Abakan. El 1925 es creà un nou centre administratiu, Khakassk. El 20 d'octubre del 1930, finalment, esdevé Oblast Nacional Khakass, amb capital a Abakan (abans Ust Abakan).
Es produïren algunes protestes per l'arribada massiva d'immigrants russos, que malmeten la composició nacional del territori. El 30 de gener del 1930 una resolució del Politburó decidí anihilar les classes mitjanes del territori mitjançant exilis i expropiacions: 354 famílies de Khakàssia (1.960 persones) foren exiliades (70 d'Askiz, 90 de Bograd, 60 de Taaştıp, 70 de Çarkov i 64 de Çebak). També desarticularen una organització panturianista d'uns 300 membres que pretenia fer un territori turià amb els tuvà, khakàs, altai i xortsi; els membres patiren dures condemnes de presó el 1934 i el 1937; entre el miler de detinguts hi havia tres governadors locals, sis membres del comitè executiu del partit, 15 caps del partit en districtes, 19 caps d'empresa, 5 periodistes i 8 jutges (el 27 de novembre del 1937, en un sol dia, 137 foren arrestats, I 107 executats). Hmarrin, cap del KGB a Khakàssia, fou un dels principals dirigents de la repressió. Potser foren represaliats 3.000 khakassos.
El 1934 es col·lectivitzà l'agricultura i s'inicià la industrialització, alhora que es liquidaren els kulaks i la classe dirigent nadiua. S'imposà un ateisme militant i s'atacà tant el xamanisme com la religió ortodoxa, alhora que a poc a poc els forçaren a canviar la seva ocupació tradicional, la ramaderia, per l'agricultura i la indústria. Aquesta es desenvolupà mercè la massiva arribada d'immigrants, que mantingueren una actitud condescendent vers els nadius, i se'ls imposà gradualment tant la llengua russa com els costums russos. Durant la Segona Guerra Mundial foren condecorats 19.000 habitants del territori.

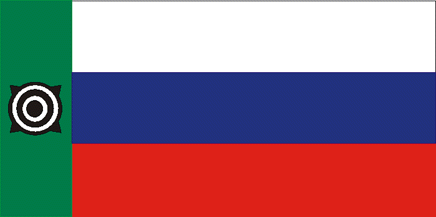
Bandera adoptada pel Soviet Suprem de la República el 6 de juny de 1992 i modificada en quant al color del símbol solar per la llei 29 de 23 de desembre de 1999.

El 1952 es va reunir una conferència a Abakan per protestar contra la política moscovita dels plans econòmics i socials sense comptar amb ells. De la mateixa manera que als altres pobles del Nord, l'alcohol, les drogues, l'apatia social i les malalties venèries.
Durant els començaments dels anys 90 i finals dels 80 el moviment Tun (Pioner) d'Aleksandr Kostikov va proposar l'elevació del territori a República. El 1990 van celebrar el Congrés Nacional Khakàs que va canalitzar aquesta proposta, alhora que demanava més classes de llengua i història nadiues i un 26% dels nadius encara es consideren xamanistes. El 3 de juny del 1991 esdevé república autònoma amb les mateixes fronteres, sota la presidència d'Alexei Lebed i com a cap de l'assemblea Vladimir Shtygashev.

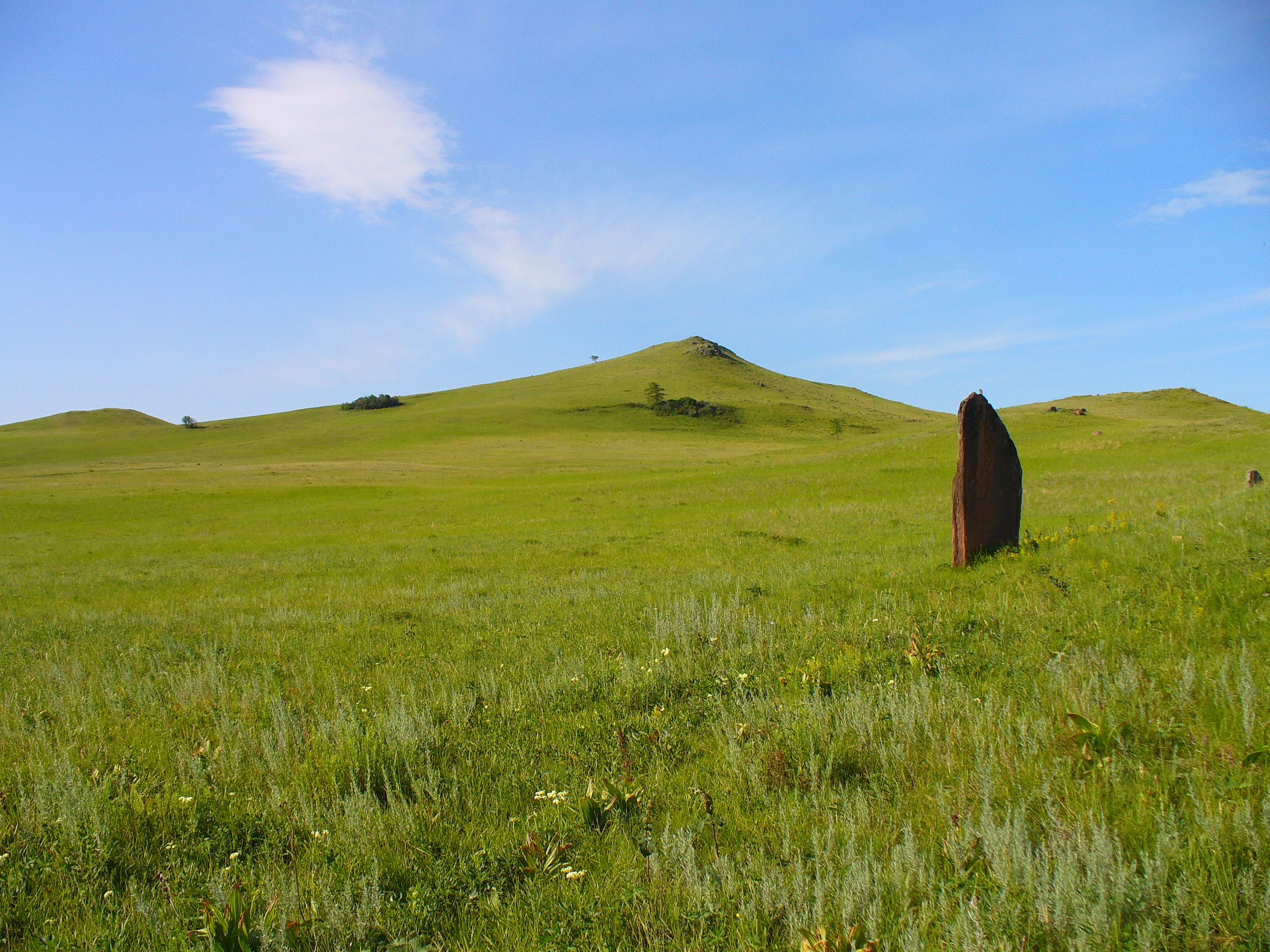
Antic cementeri estepari

## Política
L'acte legal més important de la regió és la Constitució de la República de Khakàssia. Va ser aprovat el 25 de maig de 1995 pel Consell Suprem de la República.
El màxim funcionari de la república, al capdavant del poder executiu de la regió, és el Cap de la República de Khakàssia, el president del govern de la República de Khakàssia. El mandat és de 5 anys. Des del 15 de novembre de 2018, aquest càrrec l'ocupa Valentin Konovalov (Partit Comunista de la Federació Russa).
El poder legislatiu a Khakàssia és exercit pel Consell Suprem unicameral de la República de Khakàssia, format per 50 diputats elegits per un sistema electoral mixt: 25 per llistes de partits i 25 per districtes uninominals. La facció de Rússia Unida té majoria absoluta al parlament de la regió (35 escons, 70%). El president del Consell Suprem de l'actual VII convocatòria, elegit el 2018, és Vladimir Shtigashev.
Al Consell de la Federació, la regió està representada per un membre del PCFR, el senador Valeri Usatiuk, del poder executiu (des de novembre de 2018) i un membre de la Rússia Unida, el senador Alexander Zhukov, del poder legislatiu (des del març de 2019).
El diputat de la Duma Estatal de la VIII convocatòria de Khakàssia és Sergey Sokòl (Rússia Unida).

## Demografia

Nació Khakhas

Població: 532.403 ( Cens 2010 ) 

### Estadístiques vitals
Font: Servei d'Estadística de l'Estat Federal de Rússia
|      | Població Mitjana (x 1000) | Naixements | Defuncions | Canvi natural | Taxa bruta de natalitat (per 1000) | Taxa bruta de mortalitat per 1000) | Canvi natural (per 1000) | Taxa de Fertilitat |
| ---- | ------------------------- | ---------- | ---------- | ------------- | ---------------------------------- | ---------------------------------- | ------------------------ | ------------------ |
| 1970 | 448                       | 7,347      | 3,749      | 3,598         | 16.4                               | 8.4                                | 8.0                      |                    |
| 1975 | 476                       | 9,106      | 4,485      | 4,621         | 19.1                               | 9.4                                | 9.7                      |                    |
| 1980 | 508                       | 9,994      | 5,345      | 4,649         | 19.7                               | 10.5                               | 9.2                      |                    |
| 1985 | 541                       | 10,382     | 5,546      | 4,836         | 19.2                               | 10.3                               | 8.9                      |                    |
| 1990 | 572                       | 8,724      | 6,060      | 2,664         | 15.3                               | 10.6                               | 4.7                      | 2,27               |
| 1991 | 573                       | 8,114      | 6,195      | 1,919         | 14.2                               | 10.8                               | 3.3                      | 2,14               |
| 1992 | 574                       | 6,917      | 6,843      | 74            | 12.0                               | 11.9                               | 0.1                      | 1,81               |
| 1993 | 574                       | 6,152      | 8,387      | - 2,235       | 10.7                               | 14.6                               | - 3.9                    | 1,58               |
| 1994 | 572                       | 6,219      | 9,426      | - 3,207       | 10.9                               | 16.5                               | - 5.6                    | 1,57               |
| 1995 | 571                       | 5,807      | 8,186      | - 2,379       | 10.2                               | 14.3                               | - 4.2                    | 1,44               |
| 1996 | 569                       | 5,727      | 8,093      | - 2,366       | 10.1                               | 14.2                               | - 4.2                    | 1,40               |
| 1997 | 566                       | 5,309      | 7,766      | - 2,457       | 9.4                                | 13.7                               | - 4.3                    | 1,28               |
| 1998 | 563                       | 5,602      | 7,821      | - 2,219       | 10.0                               | 13.9                               | - 3.9                    | 1,34               |
| 1999 | 559                       | 5,312      | 8,304      | - 2,992       | 9.5                                | 14.8                               | - 5.3                    | 1,25               |
| 2000 | 556                       | 5,634      | 8,104      | - 2,470       | 10.1                               | 14.6                               | - 4.4                    | 1,32               |
| 2001 | 552                       | 5,576      | 8,561      | - 2,985       | 10.1                               | 15.5                               | - 5.4                    | 1,28               |
| 2002 | 547                       | 6,118      | 9,280      | - 3,162       | 11.2                               | 17.0                               | - 5.8                    | 1,39               |
| 2003 | 542                       | 6,417      | 9,660      | - 3,243       | 11.8                               | 17.8                               | - 6.0                    | 1,44               |
| 2004 | 539                       | 6,453      | 8,763      | - 2,310       | 12.0                               | 16.3                               | - 4.3                    | 1,43               |
| 2005 | 536                       | 6,198      | 9,411      | - 3,213       | 11.6                               | 17.6                               | - 6.0                    | 1,35               |
| 2006 | 533                       | 6,465      | 7,927      | - 1,462       | 12.1                               | 14.9                               | - 2.7                    | 1,40               |
| 2007 | 531                       | 7,384      | 7,324      | 60            | 13.9                               | 13.8                               | 0.1                      | 1,60               |
| 2008 | 531                       | 7,935      | 7,427      | 508           | 14.9                               | 14.0                               | 1.0                      | 1,72               |
| 2009 | 531                       | 8,062      | 7,255      | 807           | 15.2                               | 13.7                               | 1.5                      | 1,81               |
| 2010 | 532                       | 8,010      | 7,373      | 637           | 15.0                               | 13.8                               | 1.2                      | 1,80               |
| 2011 | 532                       | 8,013      | 7,154      | 859           | 15.1                               | 13.4                               | 1.7                      | 1,83               |
| 2012 | 533                       | 8,534      | 7,137      | 1,397         | 16.0                               | 13.4                               | 2.6                      | 2,00               |
| 2013 | 534                       | 8,362      | 6,987      | 1,375         | 15.7                               | 13.1                               | 2.6                      | 2,01               |
| 2014 | 535                       | 8,145      | 6,999      | 1,146         | 15.2                               | 13.1                               | 2.1                      | 2,01               |
| 2015 | 536                       | 7,911      | 7,216      | 695           | 14.8                               | 13.5                               | 1.3                      | 1,99               |
| 2016 | 537                       | 7,592      | 6,869      | 723           | 14.1                               | 12.8                               | 1.3                      | 1,97               |
| 2017 | 537                       | 6,662      | 6,752      | -90           | 12.4                               | 12.5                               | -0.1                     | 1,78               |

L'any 2007, la república va registrar un augment natural positiu de la població per primera vegada en molts anys (encara que molt petit, menys del +0,01% anual), sent una de les 20 regions russes amb una taxa de creixement natural de la població positiva.

### Grups ètnics
Segons el cens rus de 2021, els russos ètnics representen el 82,1% de la població de la república, mentre que els Khakassos en són només el 12,7%. Altres grups inclouen els alemanys ètnics (0,7%), els tuvinians (0,5%), els ucraïnesos (0,4%) i una sèrie de grups més petits, cadascun representant menys del 0,5% de la població total.
| Grups Ètnics | Cens de 1926 | Cens de 1926 | Cens de 1939 | Cens de 1939 | Cens de 1959 | Cens de 1959 | Cens de 1970 | Cens de 1970 | Cens de 1979 | Cens de 1979 | Cens de 1989 | Cens de 1989 | Cens de 2002 | Cens de 2002 | Cens de 2010 | Cens de 2010 | Cens de 20211 | Cens de 20211 |
| Grups Ètnics | Nombre       | %            | Nombre       | %            | Nombre       | %            | Nombre       | %            | Nombre       | %            | Nombre       | %            | Nombre       | %            | Nombre       | %            | Nombre        | %             |
| --- | ------------ | ------------ | ------------ | ------------ | ------------ | ------------ | ------------ | ------------ | ------------ | ------------ | ------------ | ------------ | ------------ | ------------ | ------------ | ------------ | ------------- | ------------- |
| Khakassos | 44,219       | 49.8%        | 45,799       | 16.8%        | 48,512       | 11.8%        | 54,750       | 12.3%        | 57,281       | 11.5%        | 62,859       | 11.1%        | 65,421       | 12.0%        | 63,643       | 12.1%        | 55,144        | 12.7%         |
| Russ | 41,390       | 46.6%        | 205,254      | 75.3%        | 314,455      | 76.5%        | 349,362      | 78.4%        | 395,953      | 79.4%        | 450,430      | 79.5%        | 438,395      | 80.3%        | 427,647      | 81.7%        | 356,325       | 82.1%         |
| Alemanys | 46           | 0.1%         | 333          | 0.1%         | 10,512       | 2.6%         | 10,547       | 2.4%         | 11,130       | 2.2%         | 11,250       | 2.0%         | 9,161        | 1.7%         | 5,976        | 1.1%         | 2,831         | 0.7%          |
| Tuvinians |              |              | 21           | 0.0%         | 97           | 0.0%         | 188          | 0.0%         | 271          | 0.1%         | 521          | 0.1%         | 494          | 0.1%         | 936          | 0.2%         | 2,051         | 0.5%          |
| Ucraïnesos | 836          | 0.9%         | 7,788        | 2.9%         | 14,630       | 3.6%         | 9,480        | 2.1%         | 10,398       | 2.1%         | 13,223       | 2.3%         | 8,360        | 1.5%         | 5,039        | 1.0%         | 1,800         | 0.4%          |
| Altres | 2,381        | 2.7%         | 13,535       | 5.0%         | 22,841       | 5.6%         | 21,497       | 4.9%         | 23,351       | 4.7%         | 28,578       | 5.3%         | 24,241       | 4.54         | 20,473       | 3.9%         | 15,630        | 3.6%          |
| 1 8.689 persones estaven registrades a partir de bases de dades administratives, i no podien declarar una ètnia. S'estima que la proporció d'ètnies en aquest grup és la mateixa que la del grup declarat people were registered from administrative databases, and could not declare an ethnicity. It is estimated that the proportion of ethnicities in this group is the same as that of the declared group. |              |              |              |              |              |              |              |              |              |              |              |              |              |              |              |              |               |               |

### Religió
Segons una enquesta de 2012, el 31,6% de la població de Khakàssia s'adhereix a l'Església Ortodoxa Russa, el 6% són cristians no afiliats, l'1% són creients cristians ortodoxos sense pertànyer a cap església o són membres d'altres (no russos) Esglésies ortodoxes. El 2% de la població s'adhereix a la fe autòctona eslava (Rodnoveri) o Khakàs, tengrianisme i religió popular, 1% a l'Islam, 1% a formes de protestantisme, 0,4% a formes d'hinduisme (vedisme, krixaisme o tantrisme) i un altre 0,4% al Budisme tibetà. A més, el 38 % de la població es declara «espiritual però no religiosa», el 16 % és atea, i el 2,6 % segueix altres religions o no ha donat resposta a la pregunta.

## Economia
Les principals indústries de la república són la mineria, especialment del carbó i la fusta.

## Transport
La xarxa viària està més desenvolupada al voltant de les principals ciutats del centre, oest i sud-oest. La carretera federal R-257 passa per Khakàssia. Altres carreteres principals inclouen la carretera regional A161 al sud des de la R-257 a Abakan al llarg de la vall d'Abakan fins a Abaza i a través de les muntanyes fins a Ak-Dovurak (Tuva). Els trams de carreteres més desenvolupats són Abakan - Sayanogorsk, Abakan - Beya, Abakan - Abaza, Abakan - Sorsk, Bograd - Shira - Kopyevo i Kopyevo - Priiskovy. Els camins cap a altres poblacions més petites són principalment camins de terra, encara que actualment s'estan substituint per superfícies cimentades.
Hi ha 663km de ferrocarrils, d'Abakan a Kaltas. Altres trams no electrificats són Tigei - Kopievo, Askiz - Abaza, Biskamzha - Toia.
La secció del ferrocarril Tigei-Kopyёvo i més enllà d'Uzhur, Achinsk connecta dues artèries ferroviàries: el ferrocarril transiberià i Iuzhsib (sud-siberià: Taishet - Abakan - Novokuznetsk - Artyshta - Barnaul - Kulunda - Pavlodar - Karta - Tobol - Karta - Tobol - Magnitogorsk). A més d'Abakan, l'estació central és Biskamzha. La ciutat de Saianogorsk està connectada a la xarxa ferroviària a través de l'estació de Kamishta.
Aeroports: L'aeroport internacional d'Abakan té vols regulars a Moscou, Norilsk, Novosibirsk, Tomsk i Krasnoiarsk.

## Esports
Saiani-Khakàssia ha estat jugant a la màxima divisió del bandy rus, la Russian Bandy Super League, durant molt de temps, però va descendir després de la temporada 2012-13. Ara juguen a la 2a divisió.

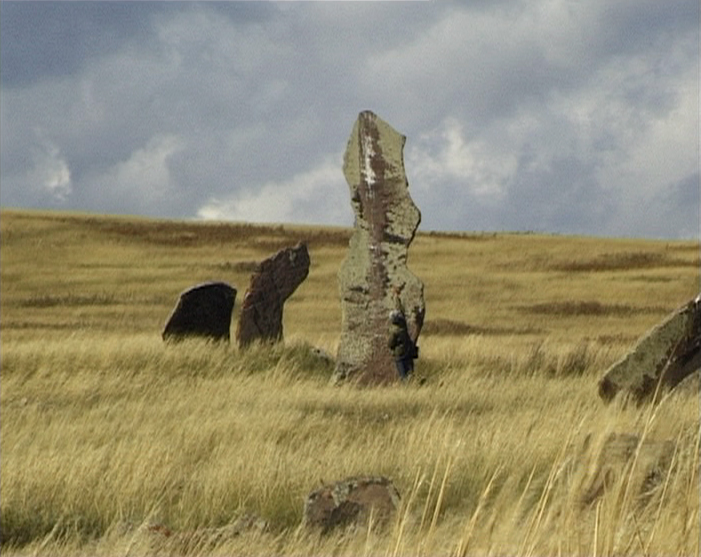
Un megàlit
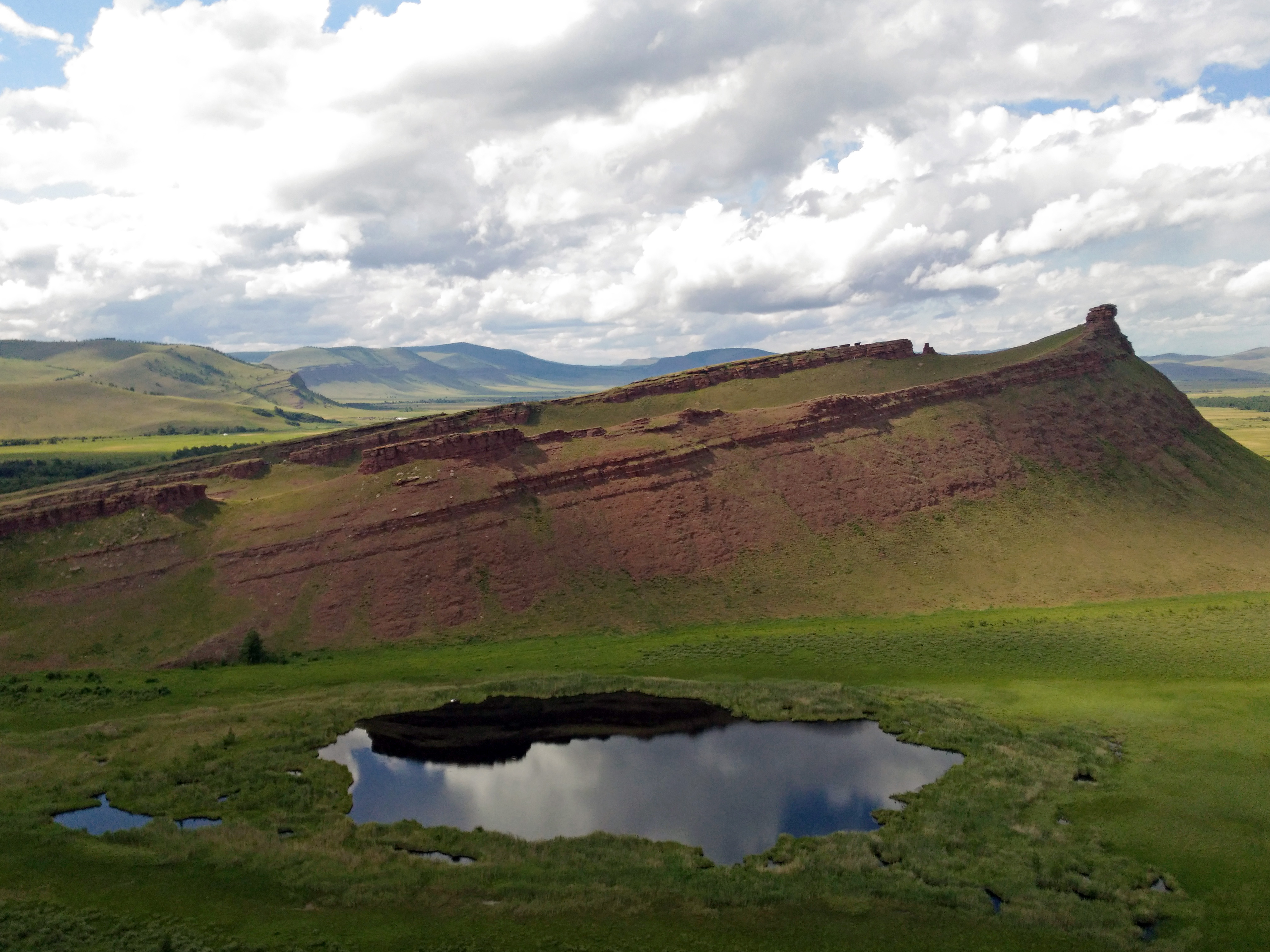
Els Alts de Sunduki
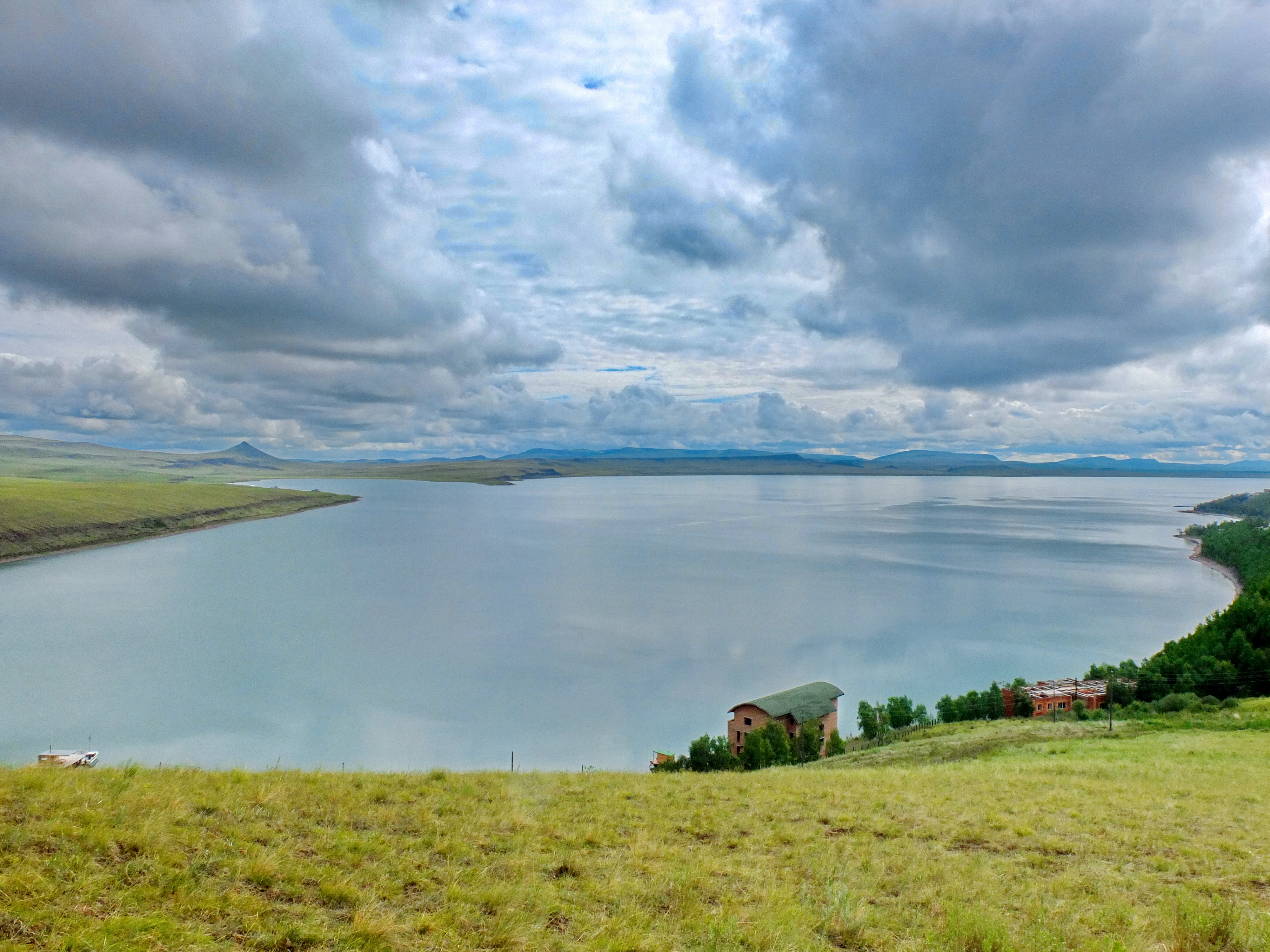
Llac Belaia (el més gran de Khakàssia)
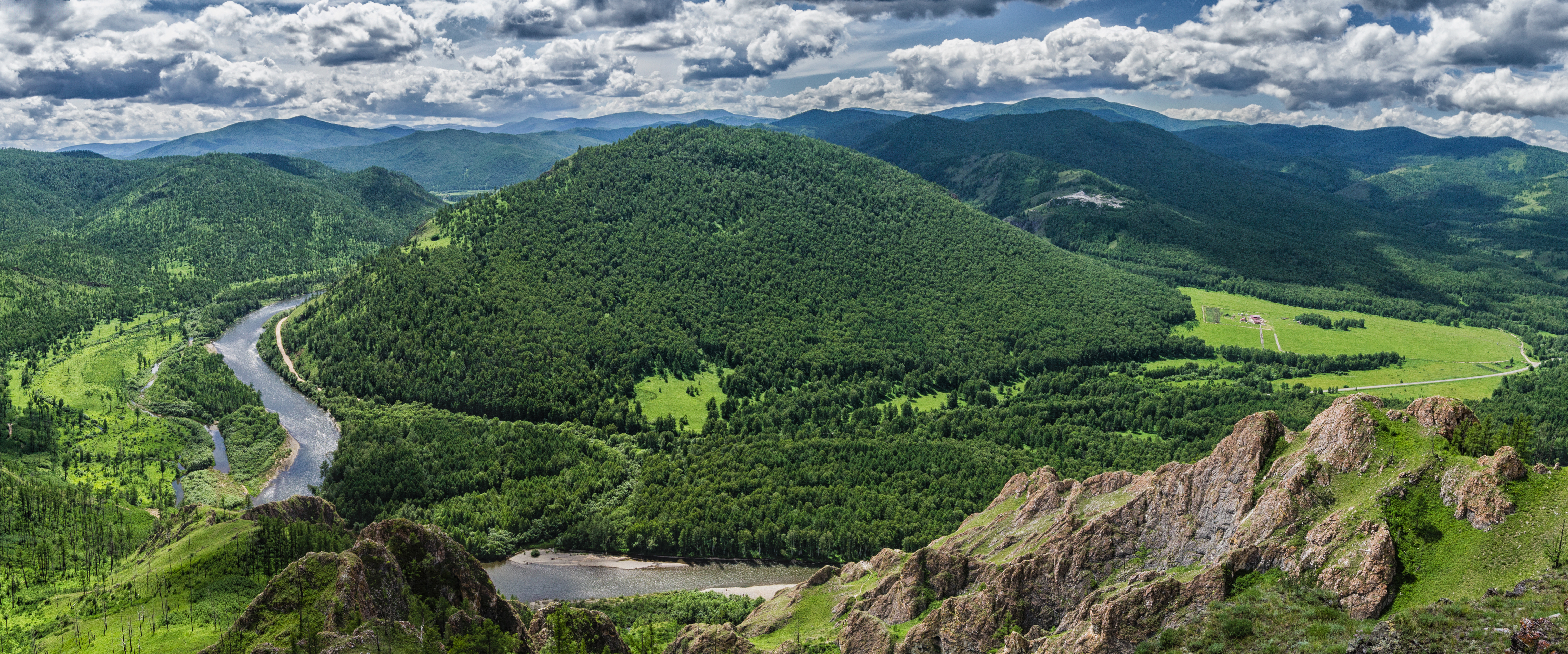
El riu Beli Ius
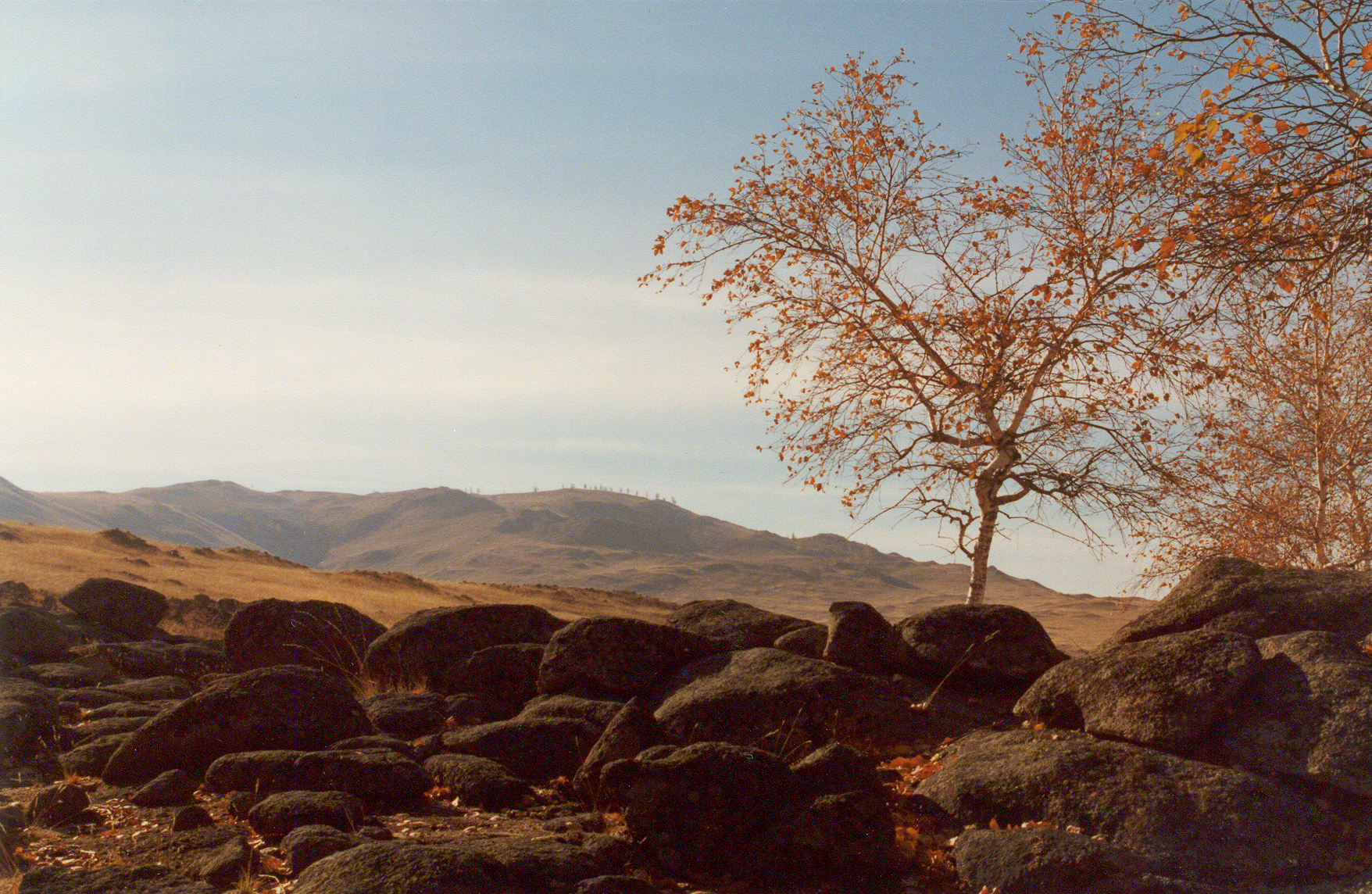
Tardor